# Pterostichus multipunctatus
Pterostichus multipunctatus es una especie de escarabajo terrestre del género Pterostichus, categorizada en la tribu Pterostichini, de la subfamilia Harpalinae. Fue descrita por Dejean en 1828.

## Distribución
Se distribuye por Francia, Alemania, Suiza, Austria e Italia.